# Dänische Eishockeymeisterschaft 1955/56
Die Saison 1955/56 war die zweite Austragung der dänischen Eishockeymeisterschaft. Meister wurde zum ersten Mal in der Vereinsgeschichte überhaupt der KSF Kopenhagen.

## Regionalturnier Jütland
Teilnehmer
- Silkeborg SF
- Esbjerg SK
- Herning IK
- Horsens SF
- Viborg SF

Silkeborg SF qualifizierte sich mit vier Siegen gegen die anderen Teilnehmer und einem Torverhältnis von 28:9 für das Finalturnier aus Seeland.

## Finale
Aufgrund logistischer Probleme nahm Silkeborg SF nicht am Finalturnier teil, so dass die beiden Seeländer Klubs den Meistertitel unter sich ausspielten. Das Finale fand auf einem gefluteten und gefrorenen Tennisplatz in Hørsholm statt. Aufgrund von Tauwetter waren die Eisverhältnisse schlecht, so dass die Spieler des KSF Kopenhagen zunächst vorschlugen, nur ein Freundschaftsspiel auszutragen. Dies wurde vom Rungsted IK abgelehnt.
| 1956 | KSF Kopenhagen | 4:1 | Rungsted IK | Hørsholm |